# Nicolaus Ferdinand Haller

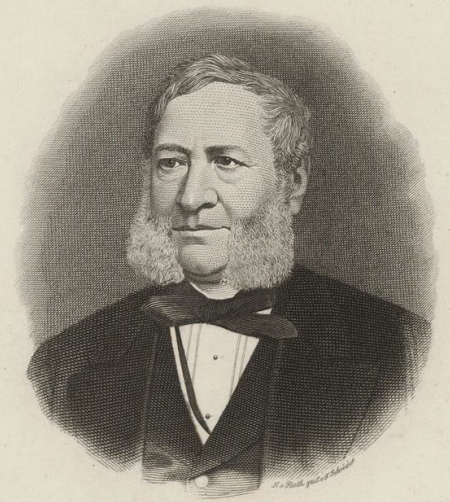
Nicolaus Ferdinand Haller omstreeks 1874

Nicolaus Ferdinand Haller (Hamburg, 21 januari 1805 - aldaar, 10 oktober 1876) was een Duits politicus die meerdere malen eerste burgemeester (Erste Bürgermeister) van de Vrije en Hanzestad Hamburg is geweest.

## Biografie
Nicolaus Ferdinand Haller stamde uit een Joodse familie uit Wenen, die zich in de 17de eeuw in Duitsland - eerst in Halle, dan in Hamburg - vestigde en tot welstand kwam. Zijn vader was Martin Joseph Haller, die in 1797 de voorloper van het Bankhaus Haller, Söhle & Co. oprichtte. Zijn moeder was Elisabeth Gottschalk.
Nicolaus Ferdinand Haller studeerde rechten aan de Ruprecht-Karls-Universiteit Heidelberg en de Georg-August-Universiteit Göttingen. In 1827 vestigde hij zich als advocaat in Hamburg. Als advocaat hield hij zich vooral bezig met handelsrechtelijke aangelegenheden. In 1831 trad hij in het huwelijk met Adele Oppenheimer, dochter van bankier Jacob Amschel Oppenheimer en diens echtgenote Ester Heckscher. Hun zoon Martin Emil Ferdinand Haller (1835-1925) was een beroemd architect.
Nicolaus Ferdinand Haller werd in 1844 in de Senaat van Hamburg (regering) gekozen. In 1860/1861 nam hij deel aan de totstandkoming van de nieuwe grondwet van Hamburg. Na de Senaatshervorming van 1861 werd hij in als senator herkozen. Haller was een van de machtigste senatoren.
Sinds 1860 was hij senator van Financiën. Daarnaast was meerdere malen eerste- en tweede burgemeester van Hamburg:
- 1 januari 1863 - 31 december 1864, 1 januari 1866 - 31 december 1867, 1 januari 1870 - 31 december 1870 en 1 januari 1873 - 31 december 1873: eerste burgemeester (Erste Bürgermeister)
- 1869, 1872 en 1875: tweede burgemeester (Zweite Bürgermeister)

In 1876 trad Haller als senator af. Nog hetzelfde jaar overleed hij op 71-jarige leeftijd.